# Promasens

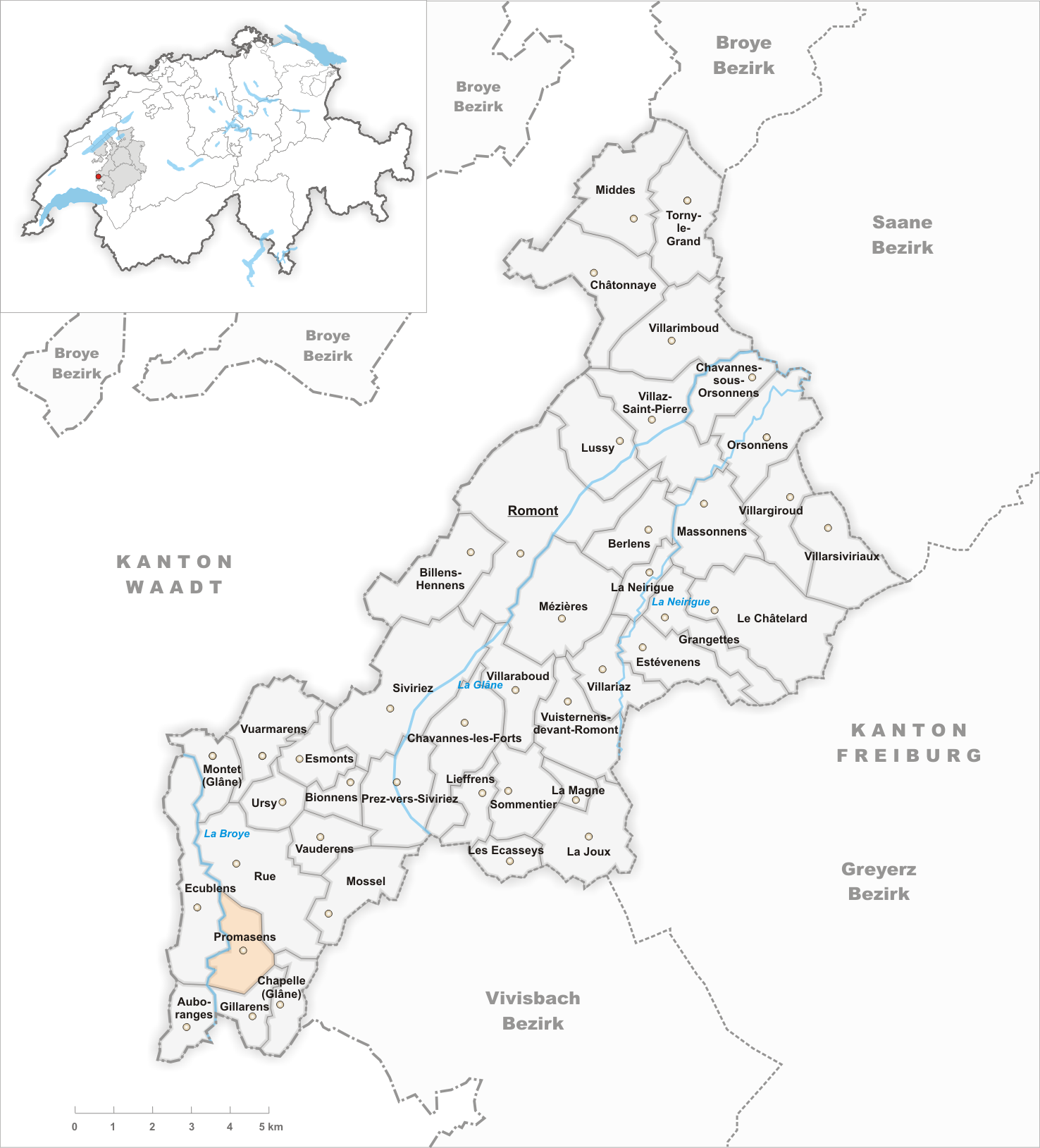
Gemeindestand vor der Fusion am 1. Januar 2001

Promasens (Freiburger Patois Promazinⓘ) ist eine Ortschaft und früher selbständige politische Gemeinde im Distrikt Glâne des Kantons Freiburg in der Schweiz. Der frühere deutsche Name Promasing wird heute nicht mehr verwendet. Am 1. Januar 2001 wurde Promasens nach Rue eingemeindet.

## Geographie
Promasens liegt auf 606 m ü. M., zwei Kilometer südlich von Rue und 13 Kilometer südwestlich des Bezirkshauptortes Romont (Luftlinie). Das Dorf erstreckt sich leicht erhöht am östlichen Talrand der Broye, im Molassehügelland des südwestlichen Freiburger Mittellandes. Die ehemalige Gemeindefläche betrug rund 2,5 km². Das Gebiet reichte von der Broye ostwärts über den breiten Talboden und den Hang von Promasens bis auf das Plateau von Riombochet (650 m ü. M.).

## Bevölkerung
Mit 246 Einwohnern (2000) zählte Promasens vor der Fusion zu den kleinen Gemeinden des Kantons Freiburg. Zu Promasens gehören einige Hofsiedlungen und Einzelhöfe.
Einwohnerzahlen: Volkszählungsdaten

## Wirtschaft
Promasens war bis in die zweite Hälfte des 20. Jahrhunderts ein vorwiegend durch die Landwirtschaft geprägtes Dorf. Am Dorfbach wurde früher eine Mühle betrieben. Noch heute haben die Milchwirtschaft, die Viehzucht und in geringerem Mass der Ackerbau einen wichtigen Stellenwert in der Erwerbsstruktur der Bevölkerung. Einige weitere Arbeitsplätze sind im lokalen Kleingewerbe und im Dienstleistungssektor vorhanden. In den letzten Jahrzehnten hat sich das Dorf auch zu einer Wohngemeinde entwickelt. Viele Erwerbstätige sind deshalb Wegpendler, die hauptsächlich in der Region Oron arbeiten.

## Verkehr
Das Dorf ist verkehrsmässig recht gut erschlossen. Es liegt an der Hauptstrasse von Moudon durch das Broyetal nach Oron-la-Ville. Durch die Buslinie der Transports publics Fribourgeois, die von Romont via Ursy und Oron-la-Ville nach Palézieux-Gare verkehrt, besitzt Promasens einen Anschluss an das Netz des öffentlichen Verkehrs.

## Geschichte
Die erste urkundliche Erwähnung des Ortes erfolgte im 12. Jahrhundert unter den Namen Promesens und Promaisens. Später erschienen die Bezeichnungen Promasens (1218), Parmesens (1251), Pormasens, Pormassens (1403) und Promagens (1755). Der Ortsname geht vermutlich auf den burgundischen Personennamen Promas(ius) zurück und bedeutet mit dem Suffix -ens so viel wie bei den Leuten des Promas.
Seit dem Mittelalter unterstand Promasens der Herrschaft Rue. Als die Berner 1536 das Waadtland eroberten, kam das Dorf unter die Herrschaft von Freiburg und wurde der Vogtei Rue zugeordnet. Nach dem Zusammenbruch des Ancien Régime (1798) gehörte Promasens während der Helvetik und der darauf folgenden Zeit zum Bezirk Rue und wurde 1848 in den Bezirk Glâne eingegliedert. Mit Wirkung auf den 1. Januar 2001 wurde Promasens nach Rue eingemeindet.

## Sehenswürdigkeiten
Die Pfarrei Promasens ist seit 1181 erwähnt. Die heutige Pfarrkirche Saint-Pierre-et-Paul, eine Hallenkirche im neugotischen Stil, wurde 1872 an der Stelle eines Vorgängerbaus errichtet.